# 佐久間宏則
佐久間 宏則（さくま ひろのり、1955年〈昭和30年〉10月6日 - ）は、日本の元俳優。本名同じ。白旗事務所に所属していた。

## 来歴・人物
1970年代から1980年代に、おもにテレビドラマを中心に活動。ピープロ制作の特撮ドラマ『鉄人タイガーセブン』（フジテレビ）や、『われら青春!』（日本テレビ）など学園ドラマでの学生役をはじめ、多くの作品でレギュラーで活躍した。
『タイガーセブン』で共演した南城竜也は、佐久間について「若々しくて、とても頭のいい聡明な若者という印象だった」と述懐している。

## 出演

### テレビドラマ
- 鉄人タイガーセブン（1973年 - 1974年、CX） - 林三平
- われら青春!（1974年、NTV） - 太田
- おらあガン太だ 第17話「自転車の免許証」（1974年、CX） - 圭介
- わが美わしの友（1975年、NHK） - 佐古田浩
- はぐれ刑事 第11話「氷雨」（1975年、NTV） - ケン
- 太陽にほえろ!（NTV）
  - 第148話「友情」（1975年） - 愚連隊メンバー（黒皮ジャンの男）
  - 第389話「心の重荷」（1980年） - 望月タカオ
  - 第415話「ドクター刑事登場!」（1980年） - 井沢タツヒコ
- 俺たちの旅（1975年 - 1976年、NTV） - バスケ部メンバー
- 事件ファイル110 甘ったれるな 第2話「十八歳・自殺の謎」（1976年、TBS） - 長田一夫
- 火曜日のあいつ 第9話「トンネル突破 愛の重荷12t」（1976年、TBS） - 敏彦
- 泣かせるあいつ（1976年、NTV）
- さらばかぐわしき日々（1976年、TBS）
- 華麗なる刑事 第8話「エース・ストライカーを撃つな!」（1977年、CX） - 岡崎ヒロシ
- ポーラ名作劇場 / 出発（1977年、ANB）
- 刑事犬カール 第5話「明日に続く道」（1977年、TBS） - 児島明
- 明日の刑事（TBS） 
  - 第6話「ちえこの初恋 幸せになりたい」（1977年） - 三村武司
  - 第16話「悲しみの橋が二人をひき裂いた」（1978年）
- 赤い絆（1977年 - 1978年、TBS）
- 新幹線公安官 第2シリーズ 第9話「銀の鈴は見ていた」（1978年、ANB）
- 大空港 第47話「ジャンボジェットにマシーンを乗せろ 青春の爆走!」（1979年、CX） - 牧口シンジ
- 銀河テレビ小説 / 欲しがりません勝つまでは（1979年、NHK）
- あゝ野麦峠 第9話「野産み峠に光る雪」（1980年、TBS） - 久一郎
- 東芝日曜劇場
  - 夢の寝顔（1980年）
  - あいつの山（1982年）
- 少年ドラマシリーズ / ボクとマリの時間旅行 第3話（1980年、NHK） - トン
- 大捜査線 第20話「受験戦線異状あり」（1980年、CX）
- 旅がらす事件帖（1980年 - 1981年、KTV） - 忠吉
- 御宿かわせみ 第21話「お役者松」（1981年、NHK）
- 新五捕物帳（NTV）
  - 第159話「江戸の渦巻」（1981年）
  - 第193話「ひとすじの愛」（1982年）
- 銭形平次（CX）
  - 第809話「まぼろしの殺人者」（1982年）
  - 第841話「謎のオランダ人形」（1983年）
- 右門捕物帖 第30話「からっ風の唄」（1983年、NTV）
- 暴れ九庵 第9話「哀れ! それでも夫婦」（1984年、KTV）
- 大河ドラマ / 春の波涛（1985年、NHK） - 三浦欣次

### 映画
- 青春の殺人者（1976年、ATG）
- 八甲田山（1977年、東宝） - 長谷部一等卒
- 姿三四郎（1977年、東宝） - 新関虎之助 ※岡本喜八監督版
- わが青春のイレブン（1979年、東映） - 大友進
- 限りなく透明に近いブルー（1979年、東宝） - ケン